# Kehrig
Kehrig là một đô thị ở huyện Mayen-Koblenz bang Rheinland-Pfalz, phía tây nước Đức. Đô thị Kehrig có diện tích 10,41 km².